# نینا کیری
نینا کیری (به انگلیسی: Nina Kiri؛ زاده ۳ سپتامبر۱۹۹۲) یک هنرپیشه صربی-کانادایی است.

## زندگی و حرفه
نینا کیری در بلگراد زاده شد. خانواده‌اش به ونکوور کانادا رفتند، جایی که او برای اولین بار در تئاتر مدرسه شروع به اجرا کرد. او سپس در سال ۲۰۰۷ به‌طور حرفه‌ای شروع به هنرپیشگی کرد.
نخستین حضور سینمایی کیری، نقشی کوتاه در فیلم گیک جذاب بود. او در سال ۲۰۱۶ در فیلم کلیو ایفای نقش کرد. او در سه فیلم از ژانر ترسناک به نام‌های بگذار خارج شود (۲۰۱۶)، خانه تسخیر شده در جاده کیربی (۲۰۱۶) و کژکیش‌ها (۲۰۱۷) حضور داشته‌است. کیری برای ایفای نقش در فیلم کژکیش‌ها برنده جایزه بهترین بازیگر زن در جشنواره فانتزی رویاهای بوفالو شد.
کیری در سال ۲۰۱۷ با بازی در سریال تلویزیونی سرگذشت ندیمه بیشتر شناخته شد.

## فیلم‌ها

### فیلم
- بگذار خارج شود (۲۰۱۶)
- خانه تسخیر شده در جاده کیربی (۲۰۱۶)
- بازداشت بزرگ (۲۰۱۶)
- کژکیش‌ها (۲۰۱۷)

### تلویزیون
- گیک جذاب (۲۰۱۱)، فیلم تلویزیونی
- دایره راز (۲۰۱۲)، قسمت " شاهد "
- سوپرنچرال (۲۰۱۲)، قسمت " باید دربارهٔ کوین صحبت کنیم "
- سرگذشت ندیمه (۲۰۱۷-)